# Tulasnellaceae
Tulasnellaceae is een botanische naam, voor een familie van schimmels behorend tot de orde Cantharellales. Volgens de Index Fungorum bestaat de familie uit de volgende twee geslachten: Pseudotulasnella en Tulasnella.